# Achuar
Gli Achuar sono una sotto-etnia del gruppo Jívaro. Circa 15.000 individui abitano nel territorio dell'Ecuador, mentre circa 3.500 persone vivono in territorio Peruviano.
Fino agli anni '70 gli Achuar furono uno dei pochi gruppi Shuar a rimanere liberi dall'influenza della cultura occidentale.
Il nome Achuar significa "gente della palma aguaje".

## Società

### Case
La vita Achuar è centrata nella casa, che ospita un nucleo famigliare. Vi sono circa 10-15 case all'interno della società dispersa nella zona, e sono abbastanza distanziate l'una dall'altra. I matrimoni sono tipicamente poligami, con membri imparentati in qualche modo, oppure in alcuni casi le spose erano donne catturate da tribù vicine durante degli assalti.
La casa tipica degli Achuar viene stabilita vicino a un lago o a un fiume, mantenendosi comunque a una certa distanza a causa della presenza di zanzare. Di forma ovale, senza mura esterne per permettere una buona ventilazione, e il tetto è costruito con fronde di foglie di palma. Dei muri temporanei vengono messi in piedi usando palme. La dimensione della casa gioca un ruolo importante nell'ego di un uomo Achuar. Più la casa è grande per ospitare donne e bambini, maggiormente l'uomo verrà considerato un juunt, o "grande uomo".
I conflitti nella società Achuar sono pochi, e le contese maggior si hanno contro altre tribù vicine.

### Compiti
Uomini e donne devono svolgere compiti separati che sono necessari al benessere della famiglia. Le donne portano le prede a volte con i bambini, preparano anche i pasti e svolgono la maggior parte dei lavori agricoli. A volte possono anche pescare usando dei cestini ma generalmente svolgono lavori domestici. Gli uomini lavorano nella foresta e cacciano animali. Costruiscono anche gli oggetti usati per la caccia, come cerbottane e trappole, e rimuovono la vegetazione per espandere i giardini intorno alle case.
Gli orti vengono mantenuti e curati prevalentemente dalle donne. Vi sono una grande quantità e varietà di specie di piante, ma il loro valore è espresso in altri modi oltre che essere una fonte di cibo. Le donne trovano un santuario nel loro orto e vi esprimono le proprie emozioni e sofferenze, in quanto mostrarle in pubblico non è accettabile.
La creazione dell'orto parte da un'azione distruttiva, una porzione, sufficientemente ampia, di foresta viene abbattuta dagli uomini della comunità, con lavoro di gruppo (minga), fino a radere al suolo qualsiasi pianta o erba spontanea. Successivamente al taglio si incendia la parcella, per facilitare la degradazione dei resti e allontanare insetti che possano "aggredire" le nuove piantumazioni. Tutte le operazioni di taglio e abbattimento spettano all'uomo. Dal momento in cui le piante sono al suolo inizia il lavoro delle donne. Queste si occuperanno dalla pulizia della parcella fino alla piantumazione di tutte le specie orticole.
Nelle attività di taglio vengono risparmiate solo le piante da frutto originarie; all'uomo sono riservate la piantumazione delle piante da frutto, delle piante pescicide (barbasco) e piante rituali allucinogene.
Gli Achuar seguono un calendario astronomico composto da risorse stagionali, come la stagione del pesce, che è divisa in giorni, lune, e anno.
A parte i lavori di ogni giorno, gli uomini di ogni età hanno più tempo per dedicarsi ad attività ricreative rispetto alle donne che devono occuparsi della casa. Prima di sposarsi i giovani ragazzi non fanno nulla durante il giorno, mentre le ragazze adolescenti lavorano nel giardino. Gli uomini sposati bevono masato, una bevanda a base di manioca o yucca fermentata. Il masato è l'alimento base di cui si nutrono mentre svolgono i lavori collettivi, come tagliare la legna, o durante le riunioni sociali.

## Lingua
Gli Achuar parlano un dialetto delle lingue jivaro.

## Religione
Lo sciamanesimo è presente nello stile di vita Achuar, e si praticano occasionalmente riti di stregoneria. Un esempio di ciò è la loro forma di karma. Gli animali occupano un posto rilevante e hanno un legame stretto con la natura. L'unico modo per un cacciatore di avere successo è di vivere in armonia con le prede cacciate e con i loro spiriti guardiani. Il cacciatore deve rispettare due regole: catturare gli animali con moderazione e mostrare rispetto verso gli animali che uccide. Gli Achuar credono che la maggior parte delle creature possano parlare con un'altra della loro stessa specie. Queste credenze derivano dai viaggi che l'anima compirebbe a seguito dall'assunzione di sostanze allucinogene. I sogni sono importanti per gli Achuar perché rivelano fatti e permettono di predire il futuro.
L'autocontrollo è un aspetto fondamentale dell'educazione Achuar, e viene insegnato in età giovanile. Gli uomini mostrano la propria disciplina usando la loro forza di volontà e forza fisica nella propria casa. Alcuni esempi di autocontrollo sono l'evitare di mangiare troppo, essere capace di non dormire al bisogno e non sprecare nulla. Nelle relazioni con persone che giungono al villaggio in visita, è importante evitare il contatto occhio-a-occhio, perché potrebbe causare l'impressione di aggredire, e le bocche devono essere coperte mentre si parla.
I giardini sono protetti dagli spiriti dei giardini, detti Nunkui. Le donne cantano canzoni magiche, come mezzo per comunicare con le loro piante, i Nunkui, e altri oggetti particolari. Le canzoni sono estremamente personali e vengono cantate mentalmente o tramite uno strumento, ma sempre in segreto. I giardini possono anche essere pericolosi in certi periodi, specialmente quando la manioca cresce perché questa pianta è associata al vampirismo. I bambini sono i bersagli primari della manioca, e quindi non possono entrare nei giardini senza essere accompagnati da un adulto. Il sangue è prezioso perché gli Achuar credono che ogni persona ne abbia una quantità limitata che quando viene persa non può essere sostituita, facendo così giungere una morte prematura.

## Morte
La maniera tradizionale di sepoltura dei morti nella cultura Achuar consiste nel posizionare la persona morta in un tronco di legno cavo a forma di canoa. Durante il funerale di un capo famiglia, la canoa viene seppellita al centro della casa per ricordare l'esistenza passata del morto. Una credenza spirituale degli Achuar riguardo alla morte si riferisce alle parti del cadavere;che si ritiene acquisiscano vita propria diventando animali.